# Fast Break
Fast Break è un film del 1979 diretto da Jack Smight.
Nella colonna sonora del film, di genere commedia, è presente la canzone With You I'm Born Again di Billy Preston e Syreeta Wright.